# إدواردو نينو
إدواردو نينو (بالإسبانية: Eduardo Niño) هو لاعب كرة قدم كولومبي في مركز حراسة المرمى، ولد في 8 أغسطس 1967 في بوغوتا في كولومبيا. شارك مع منتخب كولومبيا لكرة القدم. أما مع النوادي، فقد لعب مع أمريكا دي كالي وإنديبنديينتي سانتا في وبوتافوغو ريغاتاس ونادي ميلوناريوس.

## وصلات خارجية
- إدواردو نينو على موقع الاتحاد الدولي (مؤرشف)  (الإنجليزية)
- إدواردو نينو على موقع قاعدة بيانات كرة القدم.إي يو (الإنجليزية)
- إدواردو نينو على موقع ناشيونال فوتبول تيمز (الإنجليزية)
- إدواردو نينو على موقع عالم كرة القدم.نت (الإنجليزية)